# João Ricardo Riedi
João Ricardo Riedi (Mariano Moro, 6 settembre 1988) è un calciatore brasiliano, portiere del Fortaleza.

## Palmarès

### Club

#### Competizioni nazionali
- Campeonato Brasileiro Série B: 2

América-MG: 2017
Chapecoense: 2020

#### Competizioni statali
- Campionato Mineiro: 1

América-MG: 2016
- Campionato Catarinense: 1

América-MG: 2020
- Campionato Cearense: 1

Fortaleza: 2023

#### Competizioni regionali
- Copa do Nordeste: 1

Fortaleza: 2024